# Laia Estrada i Cañón
Laia Estrada i Cañón (Tarragona, 19 de septiembre de 1982) es una profesora, ambientóloga y política española. Es licenciada en Ciencias Ambientales por la Universidad de Gerona y posee un máster en Estudios Territoriales y de la Población por la Universidad Autónoma de Barcelona. Ha participado en movimientos feministas, en defensa de la salud pública y por el derecho a la vivienda.
Hija del sindicalista José Estrada Cruz, creció en el barrio de Sant Pere i Sant Pau. Es socia del Casal Popular Sageta de Foc, de Radio Terra y de la Coordinadora de Asociaciones por la Lengua Catalana. Desde 2008 es militante de la izquierda independentista catalana, primero como miembro de Endavant, y desde 2012 de la Candidatura d'Unitat Popular (CUP). Ha colaborado con la Universidad Comunista de los Países Catalanes (UCPC) impartiendo clases.
Fue concejala en el Ayuntamiento de Tarragona por la CUP (2015-2021), donde impulsó la investigación del caso de corrupción INIPRO sobre presuntas irregularidades en la contratación de servicios públicos con fines  partidistas donde quedó imputado el exalcalde Josep Fèlix Ballesteros y otros altos cargos municipales. Encabezó, junto con Edgar Fernández, la lista de la CUP para la circunscripción de Tarragona en las elecciones al Parlamento de Cataluña de 2021, resultando electa y, en las elecciones de 2024, encabezó la lista de la CUP por Barcelona, logrando el escaño. El 23 de julio de 2025 anunció su dimisión como diputada, alegando discrepancias políticas internas.
Ha colaborado en los libros colectivos: En defensa d'Afrodita (Tigre de Papel, 2013), Les dones als orígens de Torreforta (Cercle d'Estudis Histórics i Socials Guillem Oliver, 2014), Perspectives (Espai Fàbrica, 2015), Llums i Taquígrafs. Atles de la corrupció, el frau i la impunitat als Països Catalans (Polen, 2016) y Terra de ningú. Perspectives feministes sobre la independència (Polen, 2017).

## Obra publicada
- Des de totes les trinxeres, a primera línia de foc. Tarragona: Lo Diable Gros, 2019. ISBN 978-84-949556-4-8.
- Sortim de l'UCI: proposta per una sanitat pública (coescrito con Xavier Milian i Nebot). Manresa: Tigre de Paper, 2020. ISBN 978-84-16855-80-3.